# 结构尺寸

工艺横截面：带绝缘栅的场效应晶体管（IGFET ）（此处为n沟道MOSFET ）

结构尺寸或称结构宽度（英語：process size, feature size）是半导体器件制造、微电子与纳电子的一个尺寸标示。它表示可以可靠地通过光刻工艺制造出的最小结构的数值。用于判定时，通常以周期性线状结构的半距（half pitch）作为参考结构。因此它也被称为最小特征尺寸（英語：minimum feature size，MFS）。长度单位通常用符号F（也可写作f），但这并非标准化。
该术语也被用于数字光学存储介质领域，通常用于表示诸如CD、DVD 与藍光光碟上高地与凹坑的尺寸。纳米技术中（该领域在物理技术语境下研究尺寸可达 100 nm的结构），该术语亦被采用。

## 在微电子学中的意义
在半导体基片（晶圓）上产生的最小结构通常是一个金属-绝缘体-半导体场效应晶体管（MISFET）的栅长。在此语境下，人们常将其与制造工艺或技术的结构大小等同，即所谓的技术节点，当把该术语用于指称整个以该结构尺寸为目标的制造流程时，例如28 nm技术节点或 28 nm技术。然而，由于同一工艺节点内不同产品的最小结构宽度可能有数个百分点的波动，因此这种等同并不严格成立。同样，反过来也并非必然成立：随着某一工艺节点制造技术的持续改进，可能制造出更小的结构。在实际中，电路设计的缩小通常以工艺节点为阶梯（每步约缩小 0.7倍）或以伪技术节点的方式进行。直到 2000 年代后期，引入新的制造工艺才使得可靠制造更小结构成为可能。自 28 nm节点以及 FinFET 等其他晶体管设计引入后，这种对应关系变得更加困难或不明确。

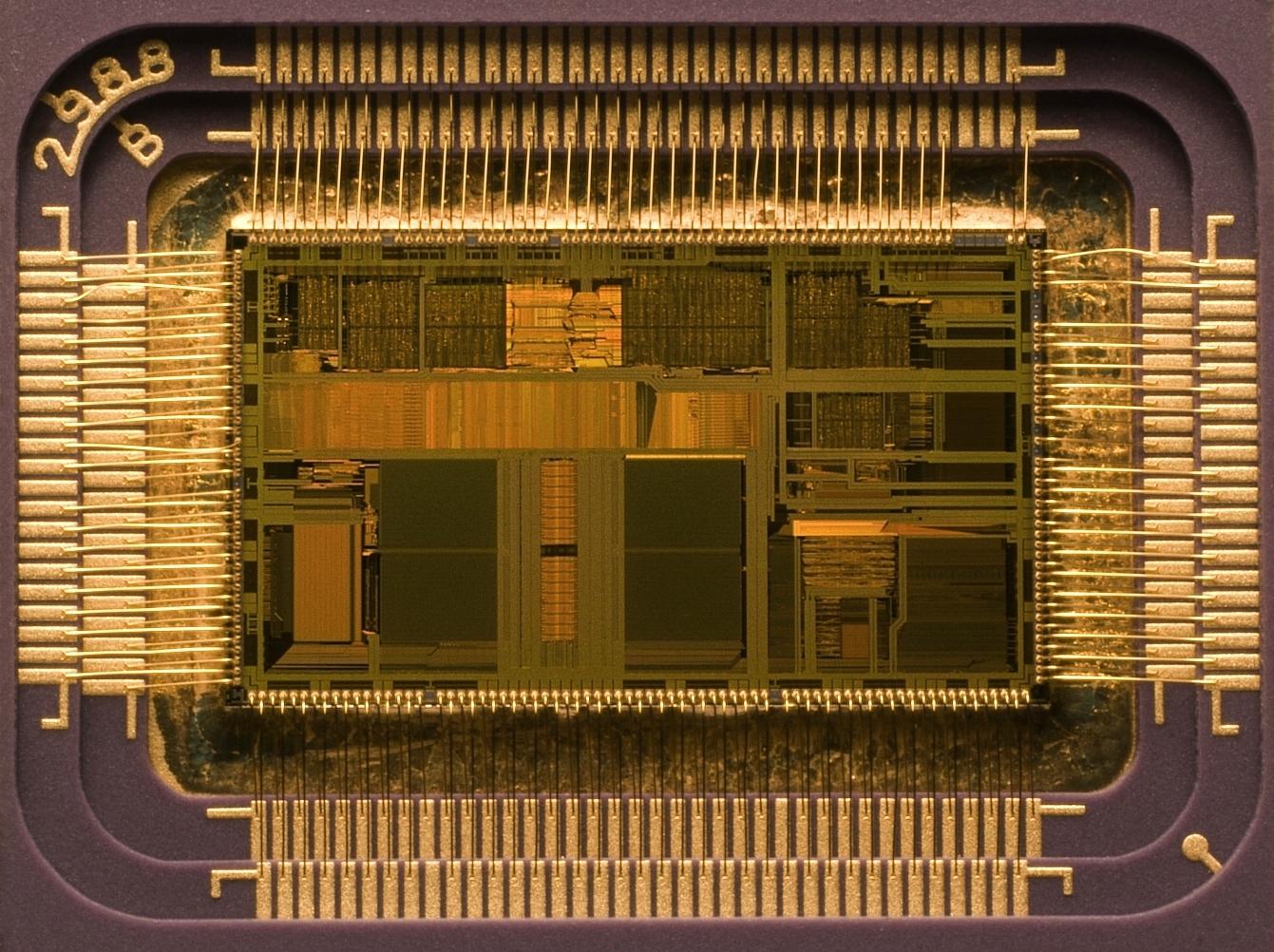
英特尔486DX2集成电路打开芯片封装可见实际的裸晶

集成电路的若干重要特性与所用的结构尺寸相关。最重要的有：
- 晶体管的集成度： 随着结构尺寸减小呈二次方增长
- IC基本单元的紧凑性： 除了结构尺寸缩小外，基本单元本身也变小。1990年的一颗DRAM单元由两个晶体管构成，占地约50 F2，即在2 µm结构尺寸时约为 200 µm²。如今它由一个晶体管构成，占地约6 F2[2]，在22 nm结构尺寸时约为0.144–0.128 µm²[3]。
- 工作电压： 随结构尺寸减小而下降
- 最大开关频率： 随结构尺寸减小而上升
- 每个门与切换操作的损耗功率： 随结构尺寸减小而下降
- 对游離輻射的鲁棒性： 随结构尺寸减小而下降
- 由电迁移引起的长期稳定性： 随结构尺寸减小而下降

与半导体制造中晶圆尺寸的增大一起，结构尺寸的缩小构成了降低生产成本、提高半导体器件性能与速度的两大核心要素。
结构尺寸是一个重要参数，主要由所使用的 半导体工艺（CMOS、NMOS、TTL等）以及为此可用的最小或所选晶体管设计决定。这里既包括衬底（通常为硅晶圓）的材料性质和掺杂，也包括所采用的光刻技术，以及因此需要的制造参数，例如空气洁净度等，甚至到当前可用的产能状况。这通常也能用于推断此类生产服务的价格。
结构尺寸还决定了每片晶圆上可容纳多少晶体管（晶体管密度），从而影响典型可从中获得的独立（分立）半导体芯片数量。结合半导体的逻辑设计，就能得到每片晶圆的芯片数量，这对芯片面积及其价格有直接影响。例如，由于工艺特性，在相同结构尺寸下，NOR闪存的存储容量通常低于NAND闪存，因为其存储单元需要更多的晶体管，从而在芯片晶粒上占用更多空间。

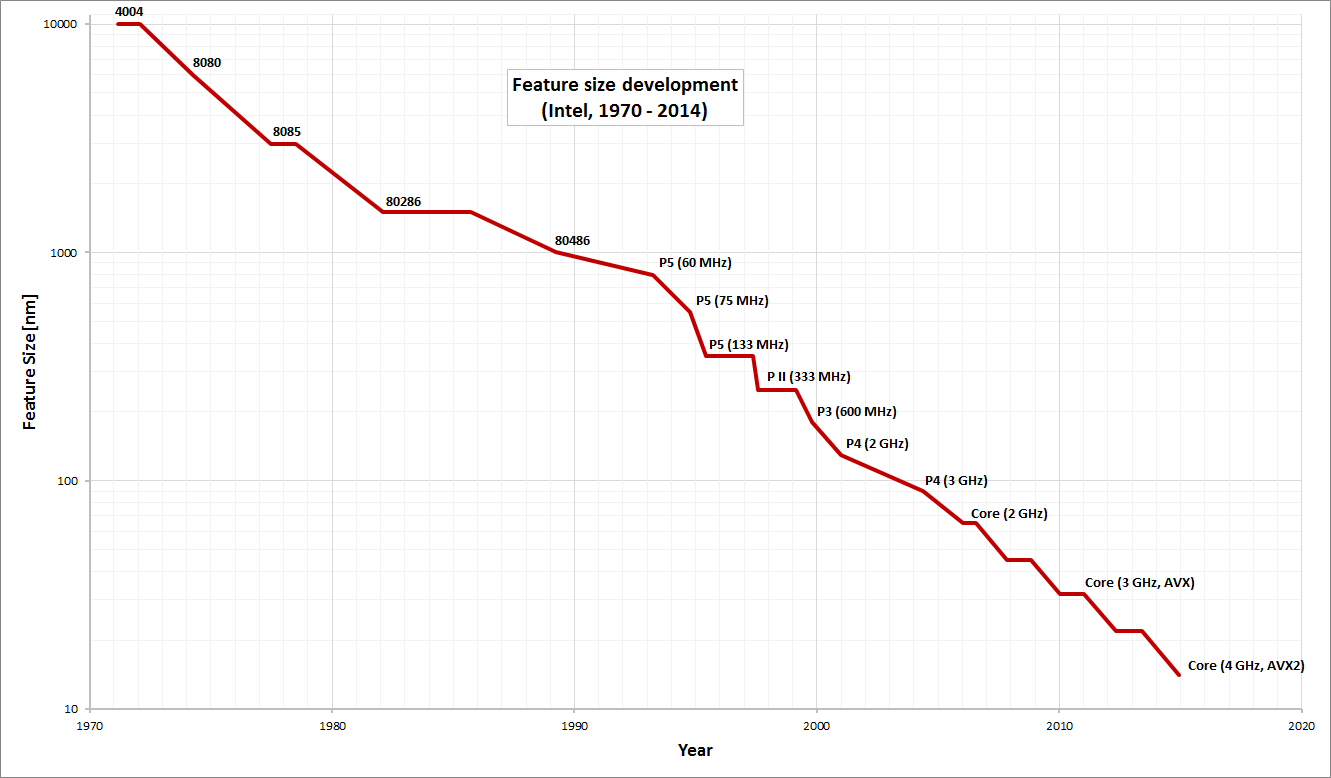
英特尔处理器特征尺寸的发展（1971-2014）

在所谓的芯片微缩中，旨在在保持半导体功能性的前提下将结构尺寸替换为更小的一种。相同的功能性设计因此可以在多种不同的结构尺寸上生产。较小的结构通常在静态和切换情况下具有更低的晶体管损耗功率，因此半导体在较小结构下通常能达到更高的最大时钟频率。若保持裸片（Die）尺寸不变，则可以扩展可缩放的单元，例如处理器的缓存。
在缩小结构尺寸时，制造商需首先进行若干工艺优化步骤，以便重新达到此前常见的良率。因此转向具有更小结构尺寸的工艺总是伴随着成本与风险。当然，人们会尽量通过适当的研究和试验在前期将这些成本和风险降到最低，以便尽早实现经济上的效率。

## 结构尺寸作为比较尺寸
由于半导体元件与功能组的形状和构成（设计）在很大程度上不变，而仅制造技术发生变化，因此尺寸有时以最小单元的倍数来表示。例如，对工业常用并经过优化的标准单元设计，有如下在各个工艺节点间大体稳定的数值：6T SRAM存储单元的面积为135-150 F²，1T1C DRAM内存单元的面积约为6-50 F²，以及1T型“NOR FLOTOX”Flash单元约为 10 F²。而实际的面积需求（通常以平方微米µm²表示）则随着制造工艺的最小结构尺寸而减小。
以MFS为标准化基准的尺寸表示具有优势，因为这样可以将不同设计变体与一个参考设计进行比较。例如，一些制造商在相同制造工艺下会提供不同的SRAM变体，其相对于各自制造工艺的最小结构尺寸的面积需求会有所不同。这些可能是不同的单元设计，比如用12T或8T代替6T的SRAM单元（T在此处表示所用晶体管数），或者对某一 6T-SRAM单元设计进行针对不同应用（面积、访问时间、漏电流等）的优化。由于这通常与设计中更大的间距相关联，因此其面积需求通常更高。